# 青秀山站
青秀山站位於中华人民共和国广西壮族自治区南宁市青秀区英华路、凤岭南路地下，是南宁轨道交通3号线的地铁车站，该站于2019年6月6日开通运营。

## 车站结构

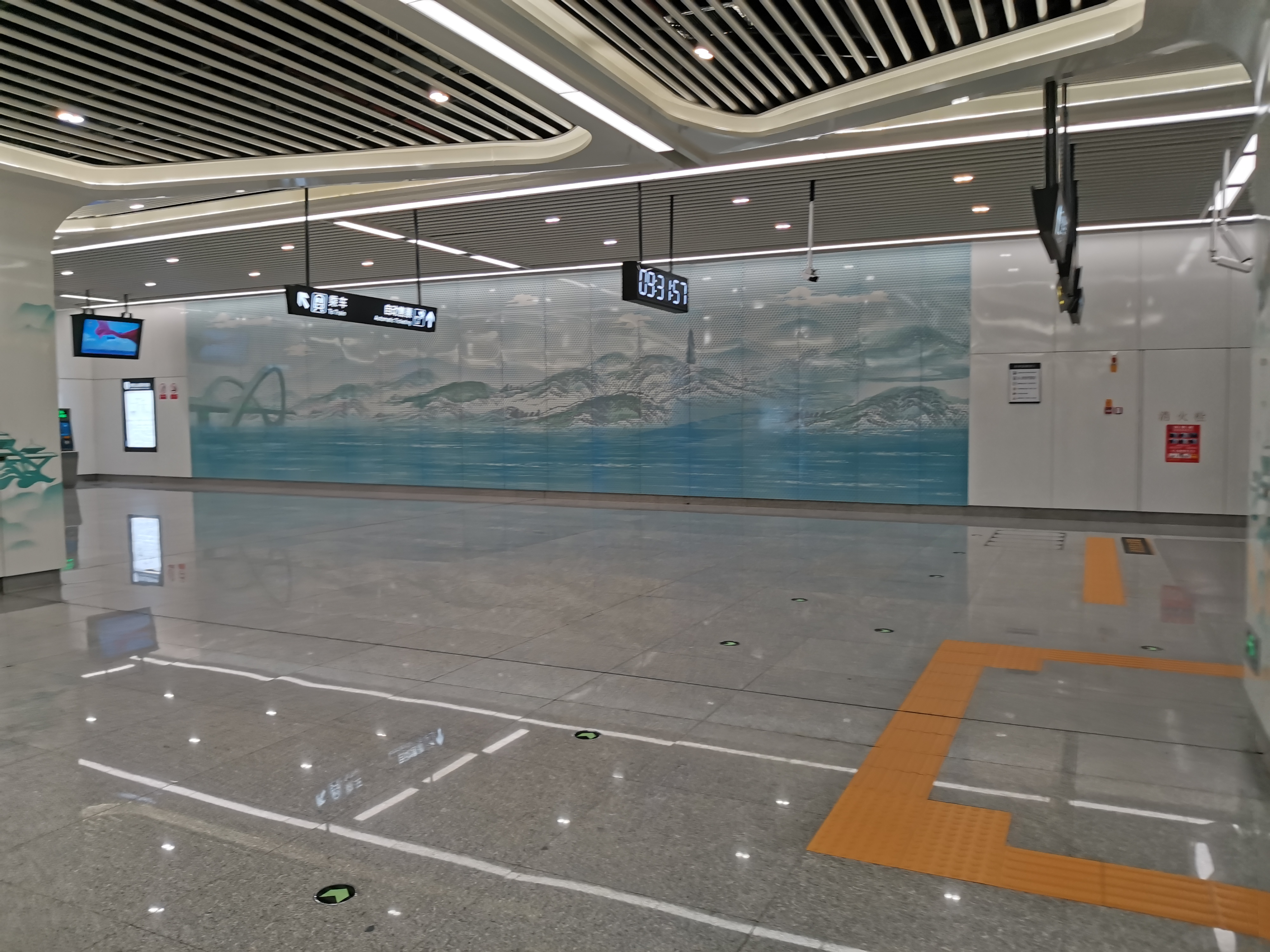
站厅

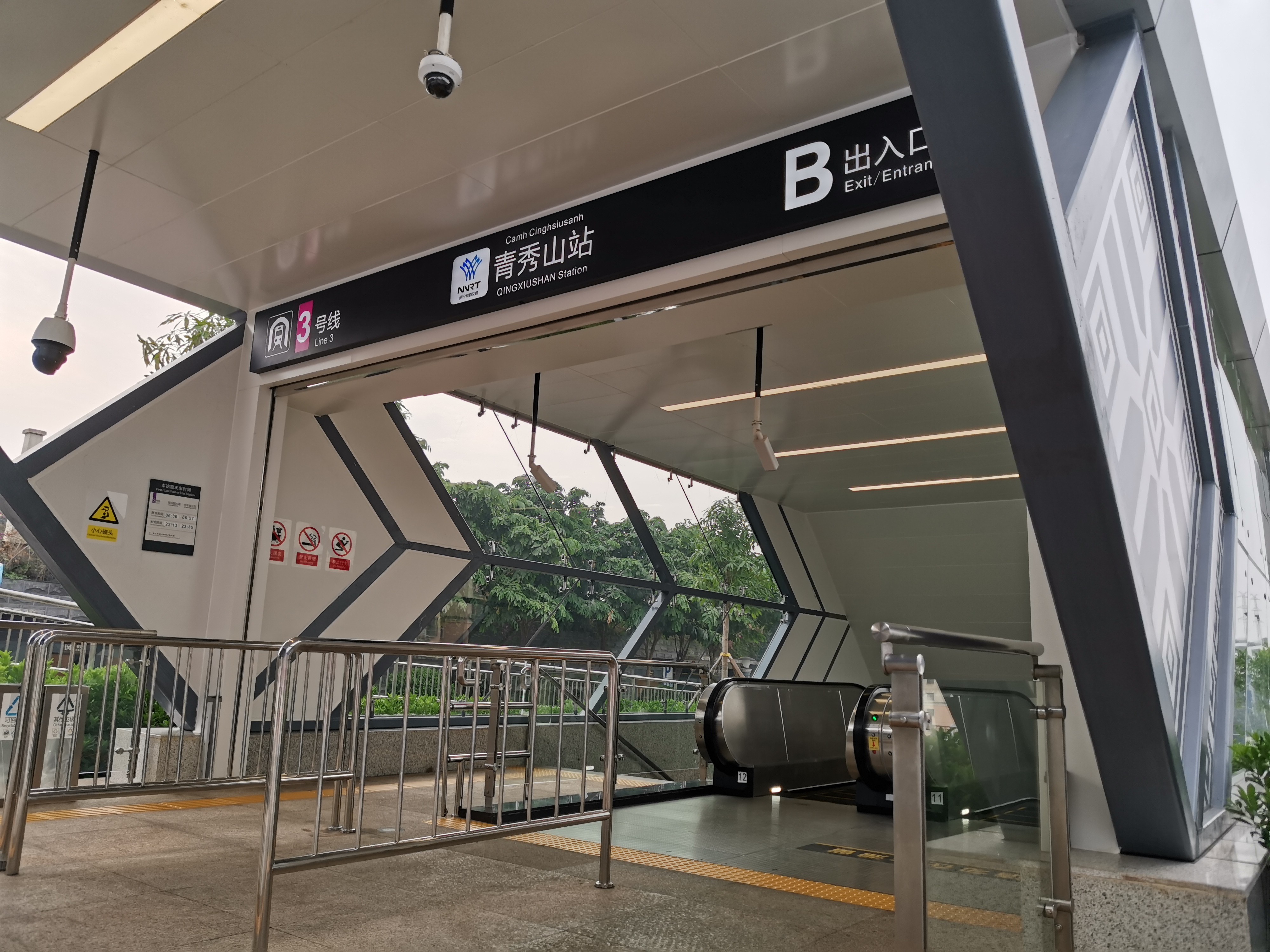
B出口，不远处即为青秀山大门

本站位于青秀山风景名胜区西门西侧附近，是全线施工难度最大的车站。车站站厅位于地下4层，深约25米，站台层深约57米，与站厅层分离并通过5部长约55米的自动扶梯连接。

## 历史
2015年，本站开工。
2016年8月16日，本站竖井封底，开始进行暗挖站台隧道施工。
2016年11月，明挖土方工程基本完成，进入主体结构施工阶段。
2017年8月25日，本站明挖站厅封顶，北端60米竖井开挖见底，暗挖站台隧道全部贯通。
2019年6月6日，本站开通运营。